# Ноччано
Ноччано (італ. Nocciano) — муніципалітет в Італії, у регіоні Абруццо,  провінція Пескара.
Ноччано розташоване на відстані близько 135 км на схід від Рима, 50 км на схід від Л'Аквіли, 24 км на південний захід від Пескари.
Населення — 1826 осіб (2014).

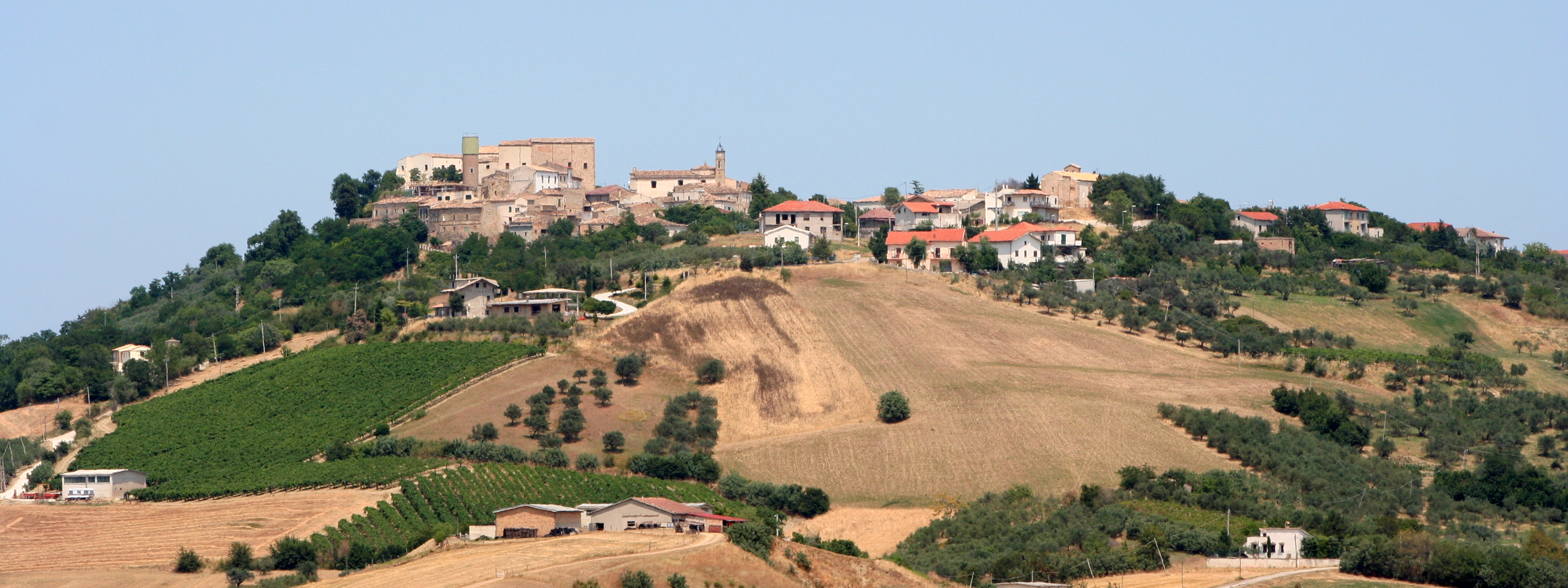

Щорічний фестиваль відбувається 10 серпня. Покровитель — святий мученик Лаврентій.

## Демографія
Населення за роками:

Станом на 1 січня 2023 року в муніципалітеті офіційно проживало 38 іноземців з 9 країн, серед них 18 громадян країн Євросоюзу та 1 громадянин України.

## Сусідні муніципалітети
- Аланно
- Катіньяно
- Куньолі
- П'янелла
- Рошано